# Де ла Поль, Уильям, 1-й герцог Саффолк
Уильям де ла Поль (англ. William de la Pole; 16 октября 1396, Коттон, Саффолк — 2 мая 1450) — 4-й граф Саффолк с 1415 года, 1-й маркиз Саффолк с 1444 года, 1-й граф Пембрук с 1447 года, 1-й герцог Саффолк с 1448 года, английский государственный и военный деятель времён Столетней войны, лорд-адмирал Англии. Он также является главным персонажем пьес Уильяма Шекспира «Генрих VI, часть 1» и «Генрих VI, часть 2». Его убийство послужило темой для традиционной английской народной баллады «Шесть герцогов пошли ловить рыбу».

## Биография
Уильям был вторым сыном Майкла де ла Поля, 2-го графа Саффолка и Кэтрин Стаффорд, дочери Хью, 2-го графа Стаффорда и Филиппы де Бошан. Был женат на Элис Чосер, внучке английского поэта Джефри Чосера, от брака с которой у него был сын Джон, 2-й герцог Саффолк, единственный законный наследник, и дочь Анна, впоследствии ставшая женой Гайяра IV де Дюрфора, сеньора де Дюра (ум. 1481). От монахини Мейлин де Кей у него была незаконнорождённая дочь Джейн (ум. 28 февраля 1494). В 1450 году она вышла замуж за Томаса Стонора (1423—1474) (Стонор, Оксфордшир). Их сын сэр Уильям Стонор, был женат на Анне Невилл, дочери Джона Невилла, 1-го маркиза Монтегю.
Почти непрерывно воевавший во Франции, он был серьёзно ранен в ходе осады Арфлёра (1415), где его отец был убит. Позже в том же году его старший брат Майкл погиб в битве при Азенкуре. Уильям стал 4-м графом Саффолк. Он стал командующим английских войск в осаде Орлеана (1428) после убийства на стенах города Томаса Монтегю, 4-го графа Солсбери. Когда Орлеан в 1429 году был освобождён Жанной д’Арк, он управлял отступлением к Жарже, где был вынужден сдаться французам 12 июня. Он оставался пленником Карла VII в течение трёх лет и был выкуплен в 1431 году.
Со смертью в 1447 году герцога Глостера и кардинала Бофорта, Саффолк забрал себе основную власть в стране и стал фактически управлять слабым и послушным Генрихом VI. Он был назначен адмиралом Англии и получил несколько других важных должностей. Он был сделан графом Пембрук в 1447 году и герцогом Саффолк в 1448 году.
Через три года Англия потеряла почти все свои земли во Франции, и Саффолк не мог избежать вины за эти неудачи, частично из-за потери Нормандии через его переговоры о браке Маргариты Анжуйской с Генрихом VI. 28 января 1450 года он был арестован и заключён в Тауэр. Он был приговорён к изгнанию на пять лет, однако во время его отправки во Францию судно было перехвачено, и он был убит. Подозревалось, что его заклятый враг Ричард, герцог Йоркский отдал приказ о его казни на планширах лодки, и его тело было брошено за борт.
Тело Уильяма де ла Поля, 1-го герцога Саффолка было отправлено в церковь в Уингфилде, Саффолк, где было похоронено ниже арки.